# 2021年ジョー・バイデン大統領就任式
2021年ジョー・バイデン大統領就任式（2021ねんジョー・バイデンだいとうりょうしゅうにんしき）は、東部時間2021年1月20日正午(日本時間2021年1月21日午前2時)に挙行されたジョー・バイデンの第46代アメリカ合衆国大統領、およびカマラ・ハリスの第49代アメリカ合衆国副大統領への就任式である。

## 経緯
2020年11月3日の大統領選挙の結果、民主党の大統領候補ジョー・バイデンと副大統領候補カマラ・ハリスが、共和党候補で現職大統領ドナルド・トランプと現職副大統領マイク・ペンスに勝利した。これに伴い、2021年1月20日にバイデンとハリスの大統領・副大統領就任式が開催されることになった。

## 警備
2021年1月6日に起きたトランプ支持者による連邦議会襲撃事件の影響で通常なら就任日前日から開始される特別警戒は前倒しして1月13日から実施された。
ホワイトハウスや連邦議会議事堂、連邦最高裁などの周辺は、広範囲に一般車両の通行が禁止され、路上駐車も一掃された。危険物が仕込まれることを防止するため、一帯のゴミ箱も撤去された。またホワイトハウス周辺の地下鉄駅は1月15日から閉鎖された。州兵も2万人以上動員され、ワシントンに厳戒態勢が敷かれた。
ロイター通信によれば、首都中心部の国立公園ナショナル・モール一帯では、1月20日に合わせ当局にデモ4件の届け出があったが、うち少なくとも2件が中止されたという。2017年時の大統領就任式では27件のデモが認められていることから、当局の警戒が強まっていることがうかがえた。

## 就任式の準備

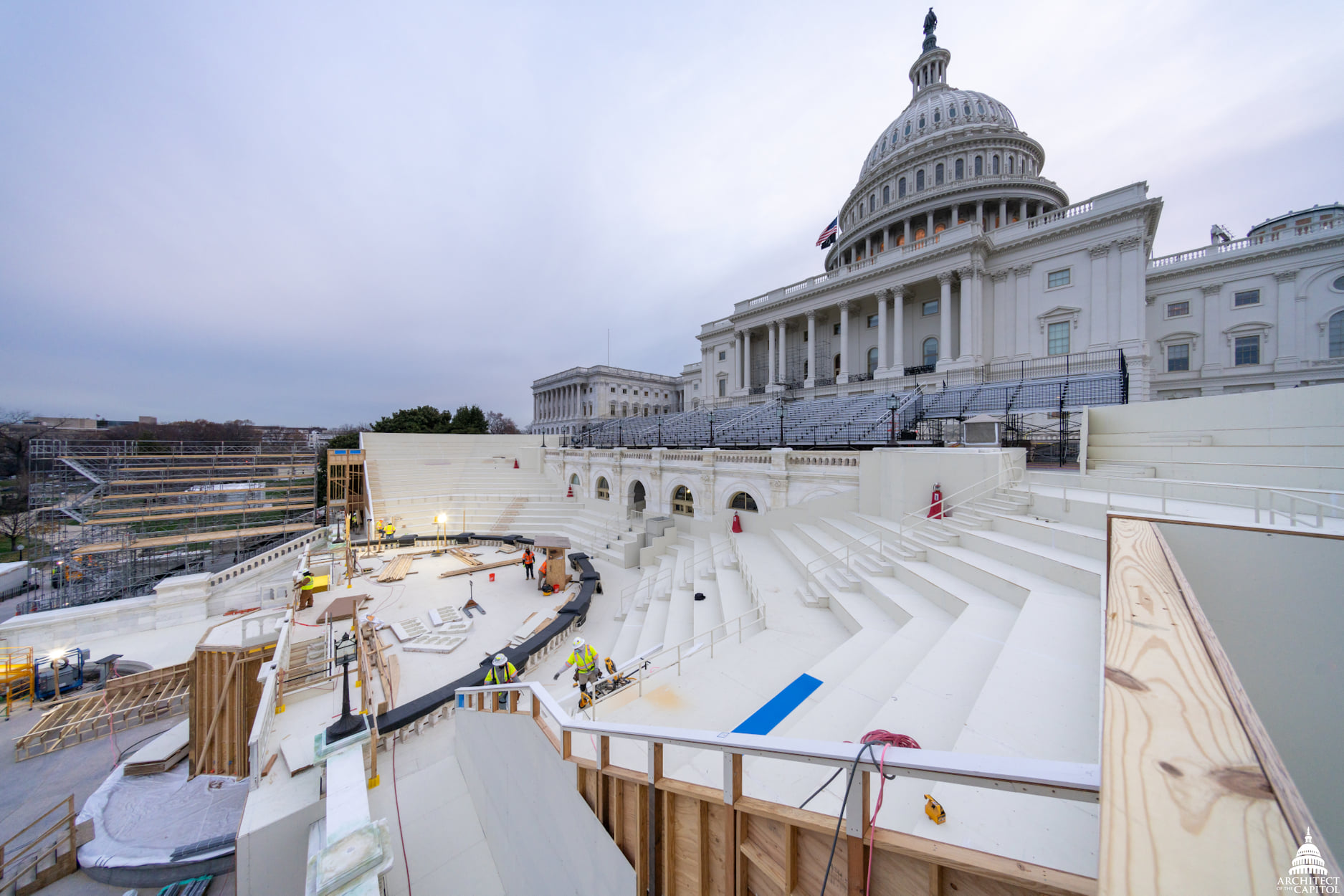
連邦議会前の大統領就任式場の準備

例年は宣誓式と就任演説の後、大統領と夫人らがホワイトハウスまで大統領専用車や徒歩で移動し、沿道の市民がそれを歓迎するパレードが行われるが、今回はCOVID-19のパンデミック対策のため、バーチャルパレードが計画された。全米各地の多様性や歴史に焦点をあてる演出で、就任式自体も規模を大幅に縮小したものが計画された。
大統領ドナルド・トランプは1月8日に凍結前の自身のツイッターでバイデンの大統領就任式に出席しない意向を示した。前大統領が新大統領の就任式に出席しないのは1869年にアンドリュー・ジョンソンがユリシーズ・グラントの就任式を欠席して以来152年ぶりである。これに対してバイデンは「来ないのはいいことだ。彼は国家の恥だ」と述べた。一方副大統領マイク・ペンスが出席を予定していることについては「歓迎する。光栄だ」と応じた。
1月13日に主催者は米大統領就任を記念する特別TV番組を実施し、俳優トム・ハンクスが司会を務めることが発表された。
バイデンの就任式委員会は1月14日に歌手レディー・ガガが国歌「星条旗」を独唱することを発表した。

## 就任式
予定通り1月20日正午にワシントンの連邦議会議事堂前に設置された会場でバイデンとハリスの大統領・副大統領就任式が挙行された。新型コロナウイルス感染防止のため、就任式の出席者数は大幅に制限され、大観衆のない異例の就任式になった。3人の元大統領（バラク・オバマ、ジョージ・W・ブッシュ、ビル・クリントン）を含む来賓たちは一様にマスク姿で会場入りした。退任するトランプは事前の予告通り出席せず、1月20日朝にホワイトハウスを発って、ワシントン郊外のアンドルーズ空軍基地で退任式典を済ませた後、大統領専用機に搭乗して自身の別荘マー・ア・ラゴのあるフロリダ州に移動した。
就任式の会場の椅子と椅子の間には十分な距離が空けられた。議事堂前の国立公園ナショナル・モールは立ち入り禁止となり（例年ならここに数十万人の観衆が集まる）、代わりにCOVID-19のパンデミックで亡くなった40万人以上の米国民を追悼するために星条旗が並べられた。
バイデンの大統領就任宣誓は連邦最高裁長官ジョン・ロバーツの司式で行われ、バイデン家に受け継がれてきた聖書が用いられた。バイデンは2009年の副大統領就任時にも同じ聖書を用いて宣誓している。
カマラ・ハリスの宣誓はアメリカ初のヒスパニック系最高裁判事となったソニア・ソトマイヨール判事の司式で行われた。
レディー・ガガが国歌『星条旗』、ジェニファー・ロペスが『我が祖国』と『アメリカ・ザ・ビューティフル』を独唱した。また22歳の若い詩人アマンダ・ゴーマンが詩の朗読を行った。
バイデンは就任式の演説で「民主主義が勝利をおさめた。私の心はアメリカを1つにし国を結束させることにある。すべてのアメリカ国民に加わってほしい」「私はすべてのアメリカ人のための大統領になることを誓う。私を支持してくれなかった人たちのためにも、支持してくれた人たちのためにも懸命に闘う」「アメリカの国民と国家を1つに結束させることに全身全霊を尽くす。われわれが直面する憤りや憎悪、過激主義、暴力や伝染病などと闘うために結束させる」「きょう、アメリカ史上初めての女性として、カマラ・ハリス副大統領が就任の宣誓を行った。物事を変えていくことは可能なのだ」「われわれは同盟を修復し、再び世界に関与する」「われわれは、事実そのものが改ざんされ、作り出される文化を拒否しなくてはならない」「われわれはアメリカの物語をともに紡いでいく。恐怖ではなく希望の、分断ではなく結束の、暗闇ではなく光の物語だ」と述べた。
式典の出席者の一人バーニー・サンダースの特徴的なミトン（サンダースの地元ヴァーモント州の教師ジェン・エリスがウールのセーターとペットボトルを再利用した素材で作った物という）がSNS上で話題になった。また黒人系初の大統領バラク・オバマと黒人系初の副大統領となるカマラ・ハリスがグータッチで挨拶をかわす場面が話題になった。

## 就任式後
就任式後にはバイデンとハリスは連邦議会内で上下両院の民主・共和両党幹部から歓迎された。その後オバマ夫妻、ブッシュ夫妻、クリントン夫妻とともにアーリントン墓地へ向かい、無名戦士の墓に花輪を手向けた。
例年は新大統領がホワイトハウスへ向かう際、ペンシルベニア大通りの沿道に観衆が並ぶが、今年は過激なトランプ支持者の襲撃とパンデミックの両方を警戒する必要があるため、観衆のいない通りをブラスバンドや独立戦争時代の兵士を装った鼓笛隊、警官隊などが先導する車列の行進となった。バイデンとハリスのそれぞれの出身大学からも、ブラスバンドが参加している。バイデン夫妻はホワイトハウス前で車を降り、歩いてホワイトハウスへ入った。続いてハリス副大統領と夫のダグ・エムホフもホワイトハウス前で車から降り、歩いてホワイトハウスへ入っている。
バイデン大統領がホワイトハウスへ入った後、全米各地の人が新大統領就任を祝って参加する「バーチャル全米パレード」が行われた。

## ギャラリー
2021年大統領就任式ギャラリー
- ジョー・バイデン大統領の宣誓
- ジョー・バイデン大統領の宣誓
- カマラ・ハリス副大統領の宣誓
- ジョー・バイデン大統領、ジル・バイデン大統領夫人、カマラ・ハリス副大統領、ダグ・エムホフ副大統領配偶者の前でペンシルベニア大通りをカラーガード行進するアメリカ軍
- アーリントン墓地の無名戦士の墓に花輪を手向けるバイデン大統領とハリス副大統領
- バイデン大統領、ハリス副大統領とともにアーリントン墓地・無名戦士の墓を参拝したバラク・オバマ元大統領、ミシェル・オバマ元大統領夫人
- 同ジョージ・W・ブッシュ元大統領、ローラ・ブッシュ元大統領夫人
- 同ビル・クリントン元大統領、ヒラリー・クリントン元大統領夫人